# Баржанський Юрій Леонідович
Баржанський Юрій Леонідович — (*6 листопада 1922) — молдовський поет, перекладач. Дружбі молдовського і українського народів присвятив поезії «Спасибі, мамо!», «Прощай, Вандо!».
Переклав молдовською мовою поеми Тараса Шевченка «Сон» і «Наймичка» та поезії «Заповіт», «Мені тринадцятий минало», Не завидуй багатому", «Гімн черничий» та багато інших, що ввійшли до молдовських видань творів Шевченка «Вибрані твори» (Кишинів, 1951), «Вибране»(Кишинів, 1961). Автор вірша «Пісня про Тараса» (1964) — своєрідної поетичної біографії Шевченка.